# Генрик Сухарський
Генрик Сухарський (пол. Henryk Sucharski; 12 листопада 1898, Ґрембошув, Австро-Угорщина — 30 листопада 1946, Неаполь, Італія) — польський військовий діяч, майор (19 березня 1938).

## Біографія
Народився в селянській родині. У 1909-17 роках навчався в 2-й імператорській і королівській гімназії в місті Тарнів.
13 лютого 1917 року вступив добровольцем в австро-угорську армію; ніс військову службу в маршовому (або запасному) батальйоні 32-го стрілецького полку австрійського ландверу в Боснії та Герцеговині. У лютому 1918 року закінчив Школу офіцерів запасу в місті Опатів і, в чині кадета-аспіранта, був відряджений у складі 9-ї роти 32-го стрілецького полку австрійського ландверу на Італійський фронт, однак, захворів на малярію і провів залишок війни в госпіталях.
Після повернення в Польщу 7 лютого 1919 року вступив в армію польської держави; ніс військову службу в 16-му піхотному полку, потім був командиром роти в штурмовому батальйоні 6-ї піхотної дивізії; брав участь у відбитті вторгнення чехословацьких військ в Сілезію в березні 1919 року, в радянсько-польській і польсько-литовській війнах. У міжвоєнний період продовжував нести військову службу.

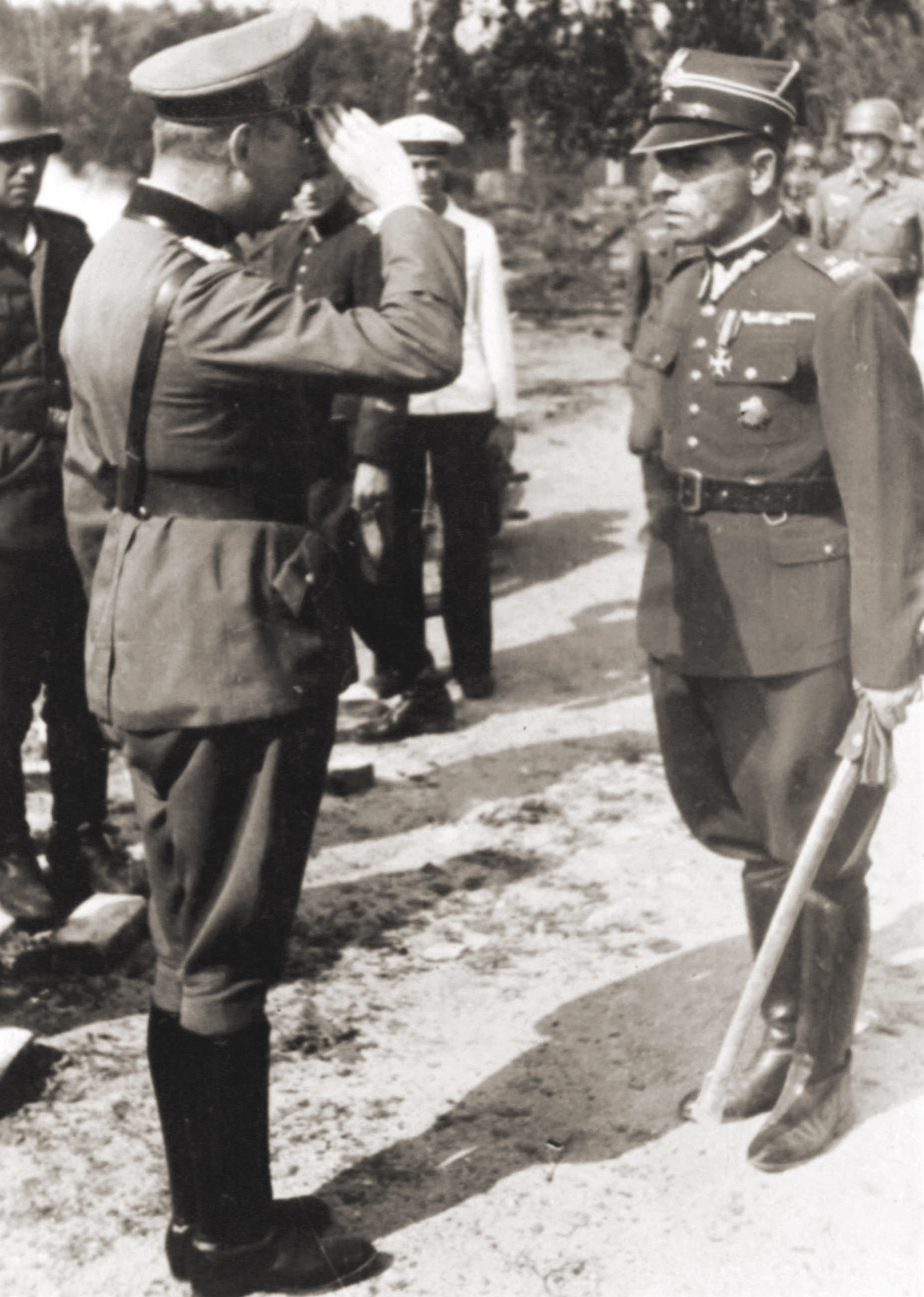
Генерал-майор Ебергард віддає честь майору Сухарському (7 вересня 1939).

З 3 грудня 1938 по 7 вересня 1939 року — комендант Транспортного військового складу (ТВС) на півострові Вестерплатте (на території Вільного міста Данциг); майстерний організатор, Сухарський зосередився на вдосконаленні оборонних споруд ТВЗ. Під час Польської кампанії Сухарський брав участь в обороні Транспортного військового складу від з'єднань вермахту і самооборони СС «Данциг»: 1-2 вересня 1939 року керував обороною ТВС; результати руйнівного німецького масованого авіаційного нальоту 2 вересня на Вестерплатте послужили для Сухарського причиною віддати наказ про капітуляцію гарнізону Транспортного військового складу, однак, цей наказ не був виконаний в повному обсязі, оскільки проти нього виступили інші офіцери гарнізону ТВС. Існує непідтверджена версія, що 2 вересня заступник коменданта, командир вартової команди ТВС, капітан Францішек Домбровський відсторонив Сухарського і сам очолив командування гарнізоном Транспортного військового складу. На військових нарадах гарнізону ТВС 4 і 7 вересня Сухарскі наполягав на капітуляції «в умовах очевидної безнадійності становища гарнізону» і з огляду на те, що «подальші втрати призведуть до неминучого прориву оборони і загибелі всього особового складу»; знищення німецькими саперами за допомогою ранцевих вогнеметів караульного приміщення № 2 7 вересня послужило для Сухарського безпосереднім приводом віддати новий наказ про капітуляцію гарнізону Транспортного військового складу. Сухарський був одним з парламентерів під час обговорення з командиром німецького Саперного навчального батальйону, оберстлейтенантом К. Генке 7 вересня умов капітуляції польського гарнізону Вестерплатте. За наказом генерал-майора Фрідріха-Георга Ебергардта, затвердженим Головнокомандуванням Збройних сил Німеччини, на знак поваги до хоробрих захисників Вестерплатте Сухарському було надано право на носіння офіцерської шаблі під час перебування в німецькому полоні.
З вересня 1939 року й до закінчення Другої світової війни 1939-1945 років Сухарський перебував в німецьких пересильних таборах і таборах для військовополонених та інтернованих; в березні 1945 року, під час евакуації з одного табору для полонених офіцерів в інший, постраждав від нещасного випадку, від наслідків якого не зміг повністю оговтатися.
Після звільнення американськими військами з німецького табору для полонених офіцерів, Сухарський 28 травня 1945 року вступив в польський 2-й корпус, який підпорядковувався польському емігрантському урядові в Лондоні, і був переміщений в Італію, де з 25 січня 1946 року обіймав посаду командира польського 6-го батальйону карпатських стрільців.
19 серпня 1946 року Сухарський був відправлений в англійський військовий госпіталь в Неаполі, де і помер від перитоніту; 1 вересня того ж року був похований на Польському військовому цвинтарі в місті Казамассіма.
21 серпня 1971 року останки Сухарського були ексгумовані, перевезені в ПНР і 1 вересня того ж року з військовими почестями поховані на півострові Вестерплатте. 16 березня 2021 року за згодою родичів Сухарського урна з його останками була ексгумована і доставлена в костел Святої Бригітти в Гданську для перепоховання на новому військовому цвинтарі Вестерплатте, яке заплановане на 1 вересня 2022 року.

## Нагороди
- Virtuti Militari
  - срібний хрест (30 серпня 1920)
  - золотий хрест (№104)
  - командорський хрест (1 вересня 1971, посмертно)
- Хрест Хоробрих — нагороджений двічі (вперше в 1921).
- Золотий хрест Заслуги (Польща)
- Медаль «Десятиліття здобутої незалежності»
- Пам'ятна медаль учаснику війни 1918-1921 років